# Иван Цанкар
Иван Цанкар (Врхника, 10. мај 1876 — Љубљана, 11. децембар 1918) је био словеначки књижевник.

## Живот и рад
Иван Цанкар се родио у Врхники, поред Љубљане, 10. маја 1876. године, у тадашњој Аустроугарској Монархији. Завршио је реалку у Љубљани (1888-1889) као осредњи ђак.
Студирао је у Бечу технику, али је није завршио и потпуно се посветио књижевности. У словеначкој књижевности јавио се песмама и збирком "Еротика" (1899), која је озлоједила конзервативне кругове те је љубљански бискуп Јеглич откупио целу збирку и запалио је. Један је од твораца словеначке модерне књижевности, у савременом политичком животу био је ангажован као социјалдемократа, а његове политичке идеје нашле су одраза у свим његовим делима. Тематски је обухватио све слојеве словеначког друштва: од сељака до интелигенције, а стилом варира од неоромантичког до натуралистичког. Главне су карактеристике његових проза и драма оштра психолошка и социолошка анализа. Његова дела су делимично преведена на многе језике, чак и на кинески и индијски.
Цанкар се 1913. у предавању Словенци и Југословени недвосмислено опредељује за југословенско заједништво. Цанкар бива осуђен на седам дана затвора који је одслужио од 12. до 19. септембра 1913. године. 
Због тога је и у јесен 1914. био неколико недеља затворен у љубљанском Граду.
Умро је 11. децембра 1918. године услед компликација приликом упале плућа и сахрањен на гробљу Жале у Љубљани.

## Дела

### Поезија
- Еротика (1899, 2. издање 1902)

### Проза
- Вињете (1899)
- Књига за лакомислене људе (1901)
- Странци (1901)
- На кланцу (роман) (1902)
- Об зори (1903)
- Живот и смрт Петра Новљана (1903)
- Госпођа Јудит (1904)
- Кућа Марије Помоћнице (1904)
- Крст на гори (1904)
- Потепух Марко ин краљ Матјаж (1905)
- В месечини (1905)
- Мартин Качур (роман) (1906)
- Нина (роман) (1906)
- Смрт н погреб Јакоба Несрече (1906)
- Алеш из Разора (1907)
- Слуга Јернеј и његово право (1907)
- Нови живот (роман) (1908)
- Згодбе из долине шентфлорјенске (1908)
- Курент (1909)
- Комшија Лука (1909)
- За крижем(1909)
- Три драме (1911)
- Воља и моч (1911)
- Милан и Милена (роман) (1913)
- Подобе из сањ (1920)
- Мимо живљења (1920)
- Мој живот (1920)
- Грешник Ленарт (1921)

### Драме
- Јакоб Руда (1901)
- За добро народа (1901)
- Краљ Бетајнове (1902)
- Похујшање в долини шентфлорјенски (1908)
- Слуге (1910)
- Лепа Вида (1912)
- Романтичне душе (1922)

### Есеји
- Крпанова кобила (1907)
- Бела хризантема (1910)

Његова најзначајнија дела су Хлапци, За народов благор и На кланцу.